# Det tredje slag om Kharkov
Det tredje slag om Kharkov var en række offensive operationer på Østfronten under 2. verdenskrig, som blev gennemført af den tyske Heeresgruppe Süd mod den Røde Hær omkring byen Kharkov (russisk: Харьков; ukrainsk: Харків: Kharkiv), mellem den 19. februar og 15. marts 1943. Tyskerne kaldte offensiven for Donets-felttoget, mens den i Sovjetunionen fik betegnelsen Donbas- og Kharkov-operationerne. Det tyske modangreb førte til ødelæggelsen af omkring 52 sovjetiske divisioner og generobring af byerne Kharkov og Belgorod.
Da den tyske 6. armé var blevet omringet i Stalingrad gennemførte den Røde Hær en række andre offensiver mod resten af Heeresgruppe Süd. Disse kulminerede den 2. januar 1943 hvor de sovjetiske hære indledte Operation Stjerne, som i januar og starten af februar gennembrød den tyske front og førte til generobringen af Kharkov, Belgorod og Kursk. Den sovjetiske offensiv lykkedes, men førte til at de deltagende sovjetiske enheder gik for langt. Den 2. februar overgav den tyske 6. armé sig i Stalingrad og den Røde Hærs Centrale front skiftede fokus vestpå. Den 25. februar udvidede den sin offensiv mod såvel Heeresgruppe Süd som Heeresgruppe Mitte. Måneder af uafbrudte operationer havde imidlertid tæret kraftigt på de sovjetiske enheder, og nogle divisioner var nede på 1.000-2.000 mand i effektiv kampstyrke. Den 19. februar greb den tyske feltmarskal Erich von Manstein chancen og indledte sit modangreb mod Kharkov med friske tropper fra 2. SS panserkorps og to panserarméer. Selv om de tyske enheder heller ikke var fuldtallige, lykkedes det Wehrmacht at omgå, omringe og besejre den Røde Hærs panserkiler syd for Kharkov. Dette gjorde det muligt for von Manstein at genoptage sin offensiv mod selve byen Kharkov, hvilket skete den 7. marts. Selv om SS panserkorpset havde fået ordre til at omringe Kharkov nordfra valgte korpset i stedet at angribe Kharkov den 11. marts. Det førte til fire dages kampe fra hus til hus inden Kharkov til sidst blev generobret af 1. SS division Leibstandarte SS Adolf Hitler den 15. marts. To dage senere generobrede tyskerne også Belgorod og skabte dermed det frontfremspring, som i juli 1943 førte til slaget ved Kursk. Den tyske offensiv kostede den Røde Hær tab på omkring 70.000 mand, men kampene fra hus til hus i Kharkov var også yderst blodige for det tyske SS panserkorps, som havde mistet omkring 4.300 mand da offensiven sluttede i slutningen af marts.

## Baggrund
I begyndelsen af 1943 stod den tyske Wehrmacht overfor en stor krise da sovjetiske styrker omringede og nedkæmpede den tyske 6. armé i Stalingrad og fortsatte deres vinterfelttog i retning af Don-floden. Den 2. februar overgav 6. armés øverstkommanderende sig, og omkring 90.000 mand blev taget til fange. De samlede tyske tab under slaget om Stalingrad – foruden de som blev taget til fange – lå på mellem 120.000 og 150.000 mand. I løbet af 1942 havde den tyske hær haft tab på i alt omkring 1,9 mio. mand, og i starten af 1943 var Wehrmacht omkring 470.000 mand under fuld styrke på Østfronten. Ved starten på Operation Barbarossa, havde Wehrmacht ca. 3.300 kampvogne; men den 23. januar var kun 495, fortrinsvis af ældre type, stadig parat til indsats langs hele den tysk-sovjetiske front. Opmuntrede af deres sejr ved Stalingrad indledte den Røde Hær en offensiv i retning af Donets vest for Don, med det formål at nedkæmpe de tyske tropper i området.
Den 2. februar indledte den Røde Hær operation Stjerne, som truede med at generobre byerne Belgorod, Kharkov og Kursk. Et sovjetisk fremstød, med fire panserkorps i spidsen under kommando af generalløjtnant Markian Popov, gennembrød den tyske front ved at overskride Donetsfloden og trænge ind i det tyske bagland. Den 15. februar truede to friske panserkorps byen Zaporizjzja ved Dnepr-floden, som kontrollerede den sidste større vej til Rostov og rummede hovedkvarteret for Heeresgruppe Süd og Luftflotte 4. Andetsteds blev Kharkov opgivet af tyske tropper og generobret af den Røde Hær den 16. februar, trods ordrer fra Hitler om at holde stand i byen.
Hitler fløj straks til von Mansteins hovedkvarter i Zaporozhia. Von Manstein meddelte ham, at et omgående modangreb mod Kharkov ville være frugtesløst, men at han med held kunne angribe de sårbare sovjetiske flanker med sine 5 panserkorps og generobre Kharkov senere.
Den 19. februar brød sovjetiske pansertropper gennem de tyske linjer og nærmede sig byen. Hitler tog af sted igen, da de sovjetiske tropper var blot 30 km fra flyvepladsen. Under indtryk af, at situationen var ved at blive forværret, gav Hitler von Manstein operationel frihed.
Den 6. tyske armés kapitulation i Stalingrad frigjorde 6 sovjetiske arméer under ledelse af Konstantin Rokossovskij, som fik nyt udstyr og blev forstærket med 2. panserarmé og 70. armé. Disse styrker blev forlagt til skillelinjen mellem Heeresgruppe Mitte og Heeresgruppe Süd. Dette blev i Sovjetunionen kaldt Kharkov- og Donbas-operationerne, og denne offensiv forsøgte at omringe og nedkæmpe tyske styrker i frontfremspringet ved Orel, krydse Desna-floden og omringe og nedkæmpe den tyske Heeresgruppe Mitte. De var oprindelig planlagt til at skulle starte mellem den 12. og 15. februar, men transportproblemer tvang den Røde hærs overkommando (Stavka) til at udskyde starten til 25. februar. I mellemtiden trængte den sovjetiske 60. armé den 2. tyske armés 4. panserdivision væk fra Kursk, mens den 13. sovjetiske armé tvang den 2. panserarmé til at ændre retning på sin front. Dette åbnede et 60 km bredt hul mellem disse to tyske styrker, som snart efter blev udnyttet af Rokossovskijs offensiv. Mens de sovjetiske 14. og 18. arméer angreb 2. panserarmés højre flanke og trængte lidt frem,  indledte Rokossovskij sin offensiv den 25. februar, brød gennem de tyske linjer og truede med at omringe og afskære den 2. tyske panserarmé i syd. Kraftigere tysk modstand end ventet begyndte imidlertid at forsinke operationen betydeligt, og Rokossovskij opnåede kun begrænsede gevinster på den venstre flanke og i centrum af sit angreb. Andetsteds var den sovjetiske 2. panserarmé med held trængt 160 km ind i det tyske bagland i venstre side af den sovjetiske offensiv, og forøgede dermed hærens flanke med omkring 100 km.
Mens den sovjetiske offensiv fortsatte, lykkedes det feltmarskal von Manstein at placere SS-panserkorpset, som nu var blevet forstærket med 3. SS division "Totenkopf" — under kommando af 4. panserarmé – og Hitler frigav desuden 7 svækkede pansrede og motoriserede divisioner til den forestående offensiv. Luftflotte 4 under kommando af feltmarskal Wolfram von Richthofen omgrupperede sig og forøgede antallet af daglige missioner fra gennemsnitlig 250 i januar til 1.000 i februar, og gav hermed tyskerne strategisk luftherredømme. Den 20. februar var den Røde Hær faretruende nær Zaporozhia, hvilket var signal til at indlede den tyske modoffensiv, som blandt tyskerne blev kaldt Donets-felttoget.

## Sammenligning af styrker
Mellem 13. januar og 3. april 1943 deltog ca. 500.000 soldater i den Røde Hær i det som blev kaldt Voronezh–Kharkov Offensiven. Alt i alt var omkring 6,1 mio. sovjetiske soldater indsat på Østfronten, og yderligere 659.000 var ukampdygtige, da de var såret i større eller mindre grad. Til sammenligning kunne tyskerne mønstre 2,2 mio. soldater på Østfronten og yderligere 100.000 var indsat i Norge. Som følge heraf kunne den Røde Hær indsætte omkring dobbelt så mange tropper som Wehrmacht i starten af februar. Som følge af at russerne var trængt for langt frem og som følge af de tab de havde lidt under deres offensiv kunne von Manstein opnå en taktisk overlegenhed i tropper såvel som i kampvogne ved starten på sin modoffensiv – f.eks. havde Mansteins 350 kampvogne en overlegenhed i forhold til de sovjetiske kampvogne på næsten 7:1 på det sted hvor de stødte sammen.

### De tyske styrker
På tidspunktet for modangrebet kunne von Manstein råde over 4. panserarmé, der bestod af 48. panserkorps, SS panserkorpset samt 1. panserarmé med 40. og 57. panserkorps. 48. panserkorps bestod af 6., 11. og 17. panserdivision mens SS panserkorpset bestod af 1. SS panserdivision "Leibstandarte SS Adolf Hitler" og 2. SS panserdivision "Das Reich". I starten af februar var den samlede styrke af SS panserkorpset på omkring 20.000 soldater. Geografisk lå 4. panserarmé og 1. panserarmé syd for den Røde Hærs frontfremspring ind i de tyske linjer. 1. panserarmé lå øst for 4. panserarmé. SS panserkorpset blev indsat langs den nordlige side af frontfremspringet, på Heeresgruppe Süds nordlige front.
Til sammenligning kunne tyskerne indsætte omkring 70.000 mand mod den Røde Hærs 210.000 soldater, som var øremærket til offensive operationer i retning af Don-floden. Den tyske Wehrmacht var underbemandet, ikke mindst som følge af uafbrudte operationer mellem juni 1942 og februar 1943, og det i en grad, så Hitler nedsatte en komite bestående af feltmarskal Wilhelm Keitel, Martin Bormann og Hans Lammers, som skulle rekruttere 800.000 nye ubetinget tjenstdygtige mænd – hvoraf halvdelen skulle rekrutteres fra "uvigtige erhverv".
Effekten af denne rekruttering kunne imidlertid først mærkes omkring maj 1943, hvor de væbnede tyske styrker nåede deres højeste niveau siden krigens start med 9,5 mio. mand.
I starten af 1943 havde Tysklands væbnede styrker lidt store tab.
Det var usædvanligt for en panserdivision at råde over mere end 100 kampvogne og de fleste havde kun omkring 70–80 brugbare kampvogne. Efter kampene omkring Kharkov iværksatte Heinz Guderian et program, som skulle bringe Tysklands mekaniserede styrker op på fuld styrke. Trods hans indsats kunne en tysk panserdivision kun regne med at råde over en styrke på 10-11.000 mand ud af en planlagt styrke på 13-17.000. Først i juni begyndte panserdivisionerne at kunne råde over mellem 100 og 130 kampvogne hver. SS divisioner var i reglen i bedre stand, med omkring 150 kampvogne, en bataljon selvkørende stormartilleri og tilstrækkeligt mange halvbæltekøretøjer til at motorisere hovedparten af dens infanteri og opklaringsenheder — disse havde en planlagt styrke på omkring 19.000 mand. På dette tidspunkt var hovedparten af Tysklands kampvogne stadig af typerne Panzer III og Panzer IV, om end SS panserdivisionen "Das Reich" var blevet udstyret med et antal Tiger-kampvogne.
4. panserarmé var under kommando af general Hermann Hoth, mens 1. panserarmé var underlagt general Eberhard von Mackensen. 6., 11. og 17. panserdivision var under kommando af generalerne von Hünersdorff, Hermann Balck og Fridolin von Senger und Etterlin,. SS panserkorpset var under kommando af general Paul Hausser, som også havde kommandoen over 3. SS panserdivision Totenkopf.

### Den Røde Hær
Den Røde Hærs offensiv for at trænge Heeresgruppe Süd tilbage havde i januar og starten af februar involveret de tre armégrupper: Brjansk-fronten, Voronetz-fronten og Sydvestfronten. Disse var under kommando af generalerne M. A. Reiter, Filipp Golikov og Nikolai Vatutin,. Den 25. februar greb feltmarskal Rokossovskijs Centrale front også ind i slaget. Disse fronter var placeret således at Reiters Briansk Front lå overfor den nordlige flanke af Heeregruppe Süd, mens Voronezh var lige overfor Kursk, og den sydvestlige front lå overfor deres modstandere. Centralfronten lå mellem Briansk- og Veronezh-fronterne for at udnytte begge disse enheders fremgang, som havde skabt et hul i den 2. tyske panserarmés forsvarslinjer. Dette omfattede omkring 500.000 soldater hvoraf omkring 346.000 var involveret i forsvaret af Kharkov efter at det tyske modangreb var blevet indledt.
I lighed med deres tyske modstykker var sovjetiske divisioner også alvorligt underbemandede. F.eks. havde divisionerne i 40. armé omkring 3.500 – 4.000 mand hver, mens den 69. armé havde divisioner, som kun kunne mønstre 1.000 – 1.500 soldater. Nogle divisioner havde blot 20-50 mortérer til at give ildstøtte. Denne mangel på tropper og udstyr fik Vatutins sydvestlige front til at rekvirere over 19.000 soldater og 300 kampvogne, og det blev anført at Voronetz-fronten kun havde modtaget 1.600 forstærkninger siden starten på operationerne i 1943. På det tidspunkt hvor von Manstein indledte sin modoffensiv havde Voronetz-fronten mistet så mange mænd og havde strakt sin front i en grad, hvor den ikke længere kunne støtte den sydvestlige front længere mod syd.

## Mansteins modangreb
Det som tyskerne kaldte Donets-felttoget fandt sted mellem 19. februar og 15. marts 1943. Oprindelig regnede Manstein med en offensiv i tre faser. Den første omfattede ødelæggelsen af de sovjetiske spydspidser, som havde vovet sig for langt frem under deres offensiv. Den anden fase indeholdt generobringen af Kharhov mens den tredje var planlagt til at angribe de sovjetiske styrker i Kursk i samarbejde med Heeresgruppe Mitte — denne sidste fase endte med at blive aflyst på grund af at det russiske forårs tøvejr – Rasputitsa – var på vej og på grund af Heeresgruppe Mittes utilbøjelighed til at deltage.

### Første etape: 19. februar – 6. marts
Den 19. februar fik Haussers SS panserkorps ordre til at angribe syd på for at skærme 4. panserarmés angreb. Samtidig fik kampgruppe Hollidt besked på at afværge de fortsatte sovjetiske forsøg på at gennembryde de tyske linjer. 1. panserarmé fik ordre til at støde nordpå i et forsøg på at afskære og nedkæmpe Popovs mobile gruppe idet man anvendte præcise efterretninger om de sovjetiske styrkers størrelse, hvilket tillod tyskerne selv at vælge hvor de ville angribe og gav dem taktisk overlegenhed. 1. og 4. panserarmé fik også ordre til at angribe de alt for spredte sovjetiske 6. armé og 1. gardearmé. Mellem 20. og 23. februar skar Leibstandarde SS panserdivisionen gennem 6. armés flanke og fjernede den sovjetiske trussel mod Dneprfloden samtidig med at den med held omringede og nedkæmpede nogle soldater fra den Røde Hær syd for Samara-floden. SS panserdivision Das Reich trængte i nordøstlig retning, mens SS panserdivision Totenkopf blev indsat den 22. februar og rykkede frem parallelt med Das Reich. Disse to divisioner havde held ti at afskære det sovjetiske spydspidsers forsyningslinjer. Det lykkedes 1. panserarmé at omringe og afskære Popovs mobile gruppe den 24. februar om end det lykkedes for et betydeligt antal sovjetiske tropper at undslippe nordpå. Den 22. februar gav den sovjetiske overkommando Stavka, som var bekymret over den succes som tyske modoffensivs havde haft, ordre til Voronezh fronten om at flytte 3. panserarmé og 69. armé sydpå i et forsøg på at lette presset på Sydvestfronten og ødelægge de tyske styrker i Krasnograd området.
Den Røde Hærs 3. panserarmé kom i kamp med tyske enheder syd for Kharkov, hvor de kæmpede henholdende mens Mansteins offensiv fortsatte. Den 24. februar havde tyskerne trukket pansergrenaderdivision Großdeutschland tilbage fra fronten, hvilket overlod det til 167. og 320. infanteridivisioner, et regiment fra Totenkopf-divisionen samt dele af Leibstandarte-divisionen at forsvare den vestlige ende af det frontfremspring, som var skabt under den sovjetiske offensiv. Mellem den 24. og 27. februar fortsatte 3. panserarmé og 69. armé med at angribe denne del af den tyske linje, men uden større succes. Da de sovjetiske forsyningslinjer efterhånden var strakt ud til bristepunktet, begyndte angrebet at gå i stå. Den 25. februar indledte Rokossovkijs Centrale front deres offensiv mellem 2. tyske armé og 2. tyske panserarmé med lovende resultater langs de tyske flanker men med problemer med at holde trit med angrebets centrum. Efterhånden som offensiven udviklede sig begyndte angrebet mod tyskernes højre flanke at gå i stå overfor stigende modstand mens angrebet på venstr fløj gik i stå af sig selv på grund af de lange forsyningslinjer.
Under indtryk af tysk fremgang mod den Sydvestlige front, herunder imod forsøg fra den sovjetiske 6. armé på at bryde ud af omringningen, beordrede Stavka Voronezh Fronten til at afgive kontrollen over 3. panserarmé til den Sydvestlige front. For at lette overgangen overlod 3. panserarme to riffeldivisioner til 69. armé og angreb sydpå i et forsøg på at nedkæmpe SS panserkorpset. Mangel på brændstof og ammunition efter fremrykningen mod syd betød at 3 panserarmés offensiv blev udskudt til 3. marts. Hertil kom, at 3. panserarmé blev alvorligt generet og beskadiget af fortsatte tyske luftangreb med Junkers Ju 87 Stuka styrtbombefly. Da den indledte sin offensiv den 3. marts stødte 3. panserarmes 15. panserkorps ind i fremrykkende enheder fra SS panserdivision Totenkopf og gik straks i defensiven. TIl sidste lykkedes det den tyske SS division at trænge gennem 15. panserkorps linjer og få forbindelse med andre enheder i samme division, som var under fremrykning mod nord, og omringede dermed det sovjetiske panserkorps. 3. panserarmés 12. panserkorps blev også straks tvunget i defensiven da SS panserdivisionerne Totenkopf og Das Reich truede med at afskære 3. panserarmés forsyningslinjer. Da man nåede den 6. marts var den angribende 3. panserarmé blevet alvorligt tilredt, og kun et beskedent antal mænd kunne undslippe nordpå, og var tvunget til at etablere en ny forsvarslinje.
Ødelæggelsen af Popovs mobile gruppe og 6. armé i den første del af det tyske modangreb skabte et stort hul i de sovjetiske linjer. Von Manstein drog fordel af de ukoordinerede og stykvise sovjetiske forsøg på at stoppe dette hul og beordrede offensiven i retning af Kharkov fortsat. Mellem 1. og 5. marts tilbagelagde den 4. tyske panserarmé 80 km og placerede sig omkring 16 km syd for Kharkov. Den 6. marts etablerede Leibstandarte-divisionen et brohoved over Mosh-floden og åbnede dermed vejen til Kharkov. Von Mansteins succesfulde modangreb tvang Stavka til at stoppe Rokossovskijs offensiv. Det lykkedes 1. tyske panserarmé at fastholde en forsvarlinje langs Donetsfloden, og von Manstein begyndte at planlægge efterfølgende angreb, som skulle fjerne de sovjetiske enheder vest for Donets. Ifølge tyskerne havde det tyske modangreb kostet den Røde Hær 23.000 døde foruden at de havde mistet 615 kampvogne og 352 stykker artilleri.

### Fremrykningen mod Kharkov, 7. – 10. marts
Mens Rokossovskijs Centrale Front fortsatte sin offensiv mod den 2. tyske armé, som nu havde fået betydelige forstærkninger i form af friske divisioner, blev den overrasket af den fornyede tyske offensiv i retning af Kharkov. Den 7. marts tog von Manstein beslutningen om at støde frem mod Kharkov, på trods af forårstøvejrets komme. I stedet fort at angribe øst for Kharkov, valgte von Manstein imidlertid i stedet at sætte angrebet ind vest for Kharkov og derpå omringe byen nordfra. Pansergrenaderdivisionen Grossdeutschland var også vendt tilbage til fronten og kastede sin vægt bag angrebet og truede med at dele 69. arme og resterne af 3. panserarmé. Den 8. og 9. marts afsluttede SS panserkorpset sin fremrykning nordpå og delte de sovjetiske 69. og 40. arméer, og den 9. marts drejede det øst på for at afslutte omringningen. Trods forsøg fra Stavka på at stoppe den tyske fremrykning ved at indsætte den nyligt frigivne 19. riffeldivision og 186. panserbrigade fortsatte den tyske fremrykning.
Den 9. marts gennemførte den 40. sovjetiske armé et modangreb mod pansergrenaderdivision Grossdeutschland i et sidste forsøg på at genskabe forbindelseslinjerne til 3. panserarmé. Dette modangreb blev imidlertid ramt af udvidelsen af den tyske offensiv mod Kharkov den 10. marts. Samme dage udstedte 4. tyske panserarmé ordrer til SS panserkorpset om at erobre Kharkov hurtigst muligt, hvilket fik Hausser til at beordre tre SS panserdivisioner til øjeblikkeligt at angribe byen. Das Reich ville angribe vest fra, Leibstandarte fra nord og Totenkopf skulle give afskærmning langs de nordlige og nordvestlige flanker. Trods forsøg fra general Hoth på at beordre Hausser til at holde sig til den oprindelige plan, besluttede lederen af SS panserkorpset sig for at forsætte sit angreb mod byen, selv om det sovjetiske forsvar tvang ham til at udskyde angrebet til den følgende dag. Von Manstein gav ordre til at fortsætte med afskære byen, om end han efterlod plads til et potentielt angreb på Kharkov, hvis der ikke var ret megen sovjetisk modstand, men Hausser besluttede ikke at følge ordren og fortsatte med sin egen angrebsplan. Ifølge von Manstein var hovedkvarteret for Heeresgruppe Süd tvunget til at gribe ind adskillige gange for at få SS panserkorpset til at dreje østpå og omringe byen i stedet for at angribe byen frontalt.

### Kampen om byen, 11. – 15. marts
Tidligt om morgenen den 11. marts indledte Leibstandarte-divisionen et knibtangsangreb ind i det nordlige Kharkov. 2. pansergrenader regiment, som trængte frem fra nordvest, delte sig i to kolonner, som rykkede mod det nordlige Kharkov på begge sider af Belgorod-Kharkov jernbanen. 2. bataljon på højre side af jernbanen angreb byens Severnyi-distrikt, hvor det mødte hård modstand og kun kunne trænge frem til Severnyi-jernbaneterrænet meter for meter ved dagens slutning. På den anden side af jernbanen angreb 1. bataljon Aleksejevka-distriktet, hvor det blev mødt af et sovjetisk modangreb anført af T-34-kampvogne, som trængte en del af 1. bataljon tilbage ud af byen. Kun med støtte fra luften og fra artilleri i form af Stukaer og StuG selvkørende kanoner, kunne tyskerne kæmpe sig vej tilbage ind i byen. Et omgående angreb bagfra gav til sidst tyskerne et ståsted i denne del af byen.
Samtidig angreb 1. pansergrenaderregiment med kampvogne fra en anden enhed nede ad hovedvejen fra Belgorod, hvor det straks blev mødt af et modangreb fra flyvepladsen i Kharkov som lå på deres venstre flanke. Ved at kæmpe sig forbi T-34 kampvogne kunne denne tyske enhed sætte sig fast i Kharkovs nordlige forstæder. Fra nordøst forsøgte andre enheder med infanteri, kampvogne og selvkørende artilleri at få kontrol over vejene til byerne Rogan og Chuhuiv. Dette angreb kom længere ind i Kharkov, men da de manglede brændstof var kampvognene nødt til at forskanse sig og gå i defensiven.
Das Reich-divisionen angreb samme dag den vestlige del af Kharkov. Efter at den var trængt ind i byens Zaljutinodistrikt blev fremrykningen stoppet af en dyb kampvognsgrøft, som var bemandet med sovjetiske forsvarere, der bl.a. havde panserværnskanoner. Et sovjetisk modangreb blev slået tilbage efter en blodig ildkamp. En del af divisionen kæmpede sig vej til byens sydlige udkant og afskar vejen til Merefa. Omkring kl. 15 gav Hoth – 4. panserarmés chef – Hausser ordre til straks at trække Das Reich ud af kampen og i stedet placere den, så den kunne afskære flygtende sovjetiske tropper. I stedet satte Hausser en enhed fra Totenkopf-divisionen til at udføre denne opgave – og meddelte Hoth, at risikoen ved at trække Das Reich tilbage var for stor.
Om natten mellem 11. og 12. marts krydsede stødtropper kampvognsgrøften, overraskede de sovjetiske forsvarere og åbnede en passage, som kampvognene kunne benytte. Dette gav Das Reich-divisionen mulighed for at trænge frem til hovedbanegården i Kharkov; dette var det længste, denne division kom til at trænge ind i byen. Hoth gentog sin ordre kl. 1.15 den 12. marts, og Hausser svarede som han havde gjort det den 11. marts. Da Hoth gav ordren tredje gang, blev den imidlertid adlydt, og Das Reich trak sig tilbage gennem en korridor, som Leibstandarte havde åbnet, og placerede sig øst for byen.
Den 12. marts gjorde Leibstandarte-divisionen fremskridt i byens centrum og brød gennem det hårdnakkede sovjetiske forsvar i de nordlige forstæder og begyndte en hus til hus-kamp ind mod centrum.
Ved dagens slutning var divisionen nået frem til to blokke nord for Dzerzjinskijpladsen. Det lykkedes 2. pansergrenaderregiments 2. bataljon at omringe pladsen efter at have lidt svære tab til sovjetiske snigskytter og andre forsvarere om aftenen den 12. marts. Da den var blevet erobret blev pladsen omdøbt til "Platz der Leibstandarte". Samme nat fik 2. pansergrenaderregiments 3. bataljon under kommando af Joachim Peiper forbindelse til 2. bataljon på Dzerzjinskijpladsen, angreb sydpå over Kharkov-floden og etablerede et brohoved, som åbnede vejen til Moskva Avenuen. I mellemtiden nåede divisionen venstre fløj krydset mellem Voltjansk og Tjuguiv udfaldsvejene og gik i defensiven. Herefter afslog de en række sovjetiske modangreb.
Den følgende dag trængte Leibstandarte sydpå mod Kharkov-floden og Peipers brohoved samtidig med at den fjernede den sovjetiske modstand gade for gade. I et forsøg på at omringe byens forsvarere i centrum gik 1. SS pansergrenaderregiment ind i byen via vejen til Voltjansk. Samtidig lykkedes det Peipers styrke at bryde ud af brohovedet i sydlig retning selv om den måtte kæmpe mod ihærdig sovjetisk modstand, og den fik forbindelse til divisionens vestlige fløj ved krydset mellem vejene til Voltjansk og Tjuguiv. Selv om størstedelen af Das Reich nu var trukket ud af byen, var der fortsat et pansergrenaderregiment, som skulle rydde den sydvestlige del af byen, og det nedkæmpede den sidste modstand ved dagens slutning. Hermed var to tredjedele af byen under tysk kontrol.
Kampene i byen begyndte at aftage den 14. marts. Dagen blev brugt på at Leibstandarte nedkæmpede resterne af den sovjetiske modstand mens den rykkede frem over en bred front. Ved dagens slutning var hele byen kommet på tyske hænder. Trods erklæringen om at byen var faldet fortsatte kampene den 15. og 16. marts hvor tyske enheder ryddede resterne af modstand på traktorfabrikkens område i den sydlige udkant af byen.

## Efterspil
Det tyske Donets felttog kostede den Røde Hær 52 divisioner, og 70.000–80.000 mand. Af disse tab udgjorde de dræbte og savnede 45.200 mens 41.200 blev såret. Mellem april og juli 1943 tog den Røde Hær sig tid til at genopbygge sine styrker i området og forberede en senere fornyelse af den tyske offensiv – der blev kendt som Slaget ved Kursk. De samlede tyske tab er vanskeligere at fastslå, men kan spores ved at sammenligne tabene i SS panserkorpset, når man husker at elite SS divisionerne ofte blev indsat der hvor kampene forventedes at blive hårdest. Den 27. marts vurderes det at SS panserkorpset havde mistet omkring 44 % af sin kampstyrke herunder 160 officerer og omkring 4.300 menige.
Da SS panserkorpset begyndte at komme ud af byen angreb de sovjetiske stillinger direkte sydvest for byen, heriblandt 17. NKVD Brigade, 19. riffeldivision og 25. gardedivision. Forsøg fra den Røde Hærs side på at genskabe forbindelserne til 3. panserarmé fortsatte, om end forgæves. Den 14. -15. marts fik disse styrker tilladelse til at trække sig tilbage til Donets nordlige løb. De sovjetiske 40. og 69. arméer havde været i kamp med pansergrenaderdivision Grossdeutschland siden 13. marts, og var blevet splittet af det tyske fremstød. Efter Kharkovs fald var det sovjetiske forsvar af Donets brudt sammen, hvilket tillod Mansteins styrker at rykke frem til Belgorod den 17. marts og erobre den den følgende dag. Vejrliget og udmattelse betød imidlertid at Mansteins modoffensiv måtte stoppes kort efter, på trods af feltmarskalens ambitioner om også at angribe Kursk frontfremspringet, som var opstået som en følge af generobringen af Kharkov og Belgorod.
Efter den tyske succes ved Kharkov havde Hitler to muligheder. Den første, der kaldes "baghåndsmetoden" var at vente på den uundgåelige genoptagelse af den sovjetiske offensiv og gennemføre en ny operation i stil med den ved Kharkov — dvs. tillade den Røde Hær at erobre land, trænge for langt frem og derpå gennemføre en modoffensiv og omringe den. Den anden "forhåndsmetode" indeholdt en større tysk offensiv gennemført af Heeresgruppe Süd og Mitte mod frontfremspringet ved Kursk. Typisk for Hitler valgte han "forhåndsmetoden", hvilket førte til Slaget ved Kursk.

## Yderligere læsning
- Restayn, Jean (15. januar 2000). The Battle for Kharkov, Winter 1942/1943. Canada: Fedorowicz. s. 450. ISBN 978-0921991489.
- Nipe, George (marts 2002). Platz der Leibstandarte: A Photo Study of the SS-Panzer-Grenadier-Division "Leibstandarte SS Adolf Hitler" and the Battle for Kharkov January–March 1943. Canada: RZM Publishing. s. 250. ISBN 978-0965758420.
- Nipe, George (1. januar 2000). Last Victory in Russia: The SS-Panzerkorps and Manstein's Kharkov Counteroffensive — February–March 1943. Schiffer Publishing. s. 300. ISBN 978-0764311864.
- Mawdsley, Evan (2005). Thunder in the East: the Nazi-Soviet War, 1941-1945. Hodder Arnold. s. 502. ISBN 0-340-80808-X.

49°58′N 36°19′Ø / 49.967°N 36.317°Ø